# Angiome stellaire
 (juin 2012).
Si vous disposez d'ouvrages ou d'articles de référence ou si vous connaissez des sites web de qualité traitant du thème abordé ici, merci de compléter l'article en donnant les références utiles à sa vérifiabilité et en les liant à la section « Notes et références ».
 Mise en garde médicale
L'angiome stellaire est une lésion vasculaire bénigne de la peau ayant la forme d'un point central qui se ramifie par de nombreuses petites branches capillaires, comme une étoile (d'où le nom).

## Étymologie et synonymes
Angiome comprend le préfixe « ang- » qui vient du grec « angéion » signifiant « vaisseau » et le suffixe « -ome », qui, en termes médicaux, signifie « prolifération/tumeur ».
Stellaire qualifie la prolifération des capillaires et signifie étoile.
Synonymes : nævus araneus, angiome cutané, arterial spider ou spider naevi en anglais.

## Physiopathologie
Les angiomes stellaires se forment en raison d'une défaillance des sphincters précapillaires.  Le point rouge central est l'artériole dilatée et les "pattes d'araignée" sont des petits capillaires apportant le sang.
Si une pression momentanée est appliquée, il est possible de voir les capillaires vidés se remplir à partir du centre.  Aucun autre angiome ne montre ce phénomène.
Cette dilatation, à son tour, est causée par une augmentation du taux des œstrogènes dans le sang.  De nombreuses femmes enceintes et femmes utilisant une contraception hormonale ont des angiomes stellaires, qui sont dus à des niveaux élevés d'œstrogènes dans leur sang.  Les personnes atteintes d'une maladie hépatique importante présentent également de nombreux angiomes stellaires, car leur foie ne peut pas métaboliser les œstrogènes circulants, en particulier l'œstrone, qui dérive de l'androstènedione.  Environ 33 % des patients atteints de cirrhose présentent ces lesions.

## Examen clinique
Les angiomes stellaires sont souvent au nombre de 4 à 10.
Ils sont présents sur le visage ou les mains le plus souvent, mais peuvent se répartir sur l'ensemble du corps.
Lorsque l'on appuie avec la pulpe du pouce sur un angiome stellaire, il s'efface puis se recolore du centre vers la périphérie au relâchement de la pression, ce qui permet de le distinguer des autres affections dermatologiques. Au début du siècle, il était coutumier pour les médecins de faire le test de la « vitropression », qui consistait à réaliser la même procédure mais avec un monocle, ce qui permettait de voir la résorption des capillaires.
Ils sont un signe clinique important pour le diagnostic initial des affections hépatiques notamment.

## Causes
- Insuffisance hépatique (l'angiome stellaire est une forme de télangiectasie)
- Grossesse
- Pathologies digestives
- Consommation d'excitants (café, tabac)
- Certains traitements contre le cancer
- Traitements par cortisone chez certains patients
- Idiopathique

## Traitement
La disparition de l'angiome stellaire dans la cirrhose est le traitement de la cause, c’est-à-dire la stabilisation de l'insuffisance hépatocellulaire.
Le principal traitement de l'angiome stellaire est l'électrocoagulation, qui consiste comme son nom l'indique à coaguler les vaisseaux dilatés à l'aide le plus souvent d'un bistouri électrique.
Si les angiomes sont persistants, on peut utiliser une scarification médicale de la peau très superficielle à l'aide d'une griffe.
Le laser est également un mode de traitement des angiomes stellaires : on utilise des lasers vasculaires de type KTP[réf. souhaitée] ou à colorant pulsé[réf. souhaitée]. Le mode de fonctionnement repose sur la concentration de l'énergie lumineuse sur l'hémoglobine des globules rouges. L'accumulation sélective de l'énergie provoque une obstruction des vaisseaux(photocoagulation sélective). On compte entre 1 et 3 séances espacées de 1 à 2 mois pour supprimer les lésions vasculaires.